# Delirium (novel·la)

## Autora
Lauren Oliver va néixer el 8 de novembre de 1982 a Nova York. És l'autora de moltes novel·les juvenils, que van dirigides a lectors d'entre 12 i 18 anys.
Va estudiar literatura i filosofia a la Universitat de Chicago. Més tard, va començar treballant a Penguins Books. A part d'escriure, també té altres interessos artístics com llegir, cuinar, viatjar, ballar, córrer i crear cançons.

## Resum
Delirium és una novel·la de literatura juvenil de Lauren Oliver publicada en 2011 i traduïda al català per l'editorial Cruïlla.
Aquesta distopia narra la història de Lena, una adolescent que viu en un món on l'amor es considera una malaltia perillosa que s'extirpa amb una intervenció mèdica en arribar a la majoria d'edat. Als dubtes propis de l'adolescència s'afegeix la por a allò prohibit, una nova coneixença i els canvis que veu en la seva millor amiga, qui qüestiona el sistema establert. Amb influències de 1984 de George Orwell (per la vigilància constant dels actes dels ciutadans per part del govern) i els amors entre éssers de diferents entorns propis del gènere romàntic, el seu èxit de vendes ha propiciat l'adaptació al cinema. Delirium és la primera part d'una trilogia que segueix les aventures de la protagonista. Els següents títols són Pandemonium i Requiem.